# Книжный шкаф

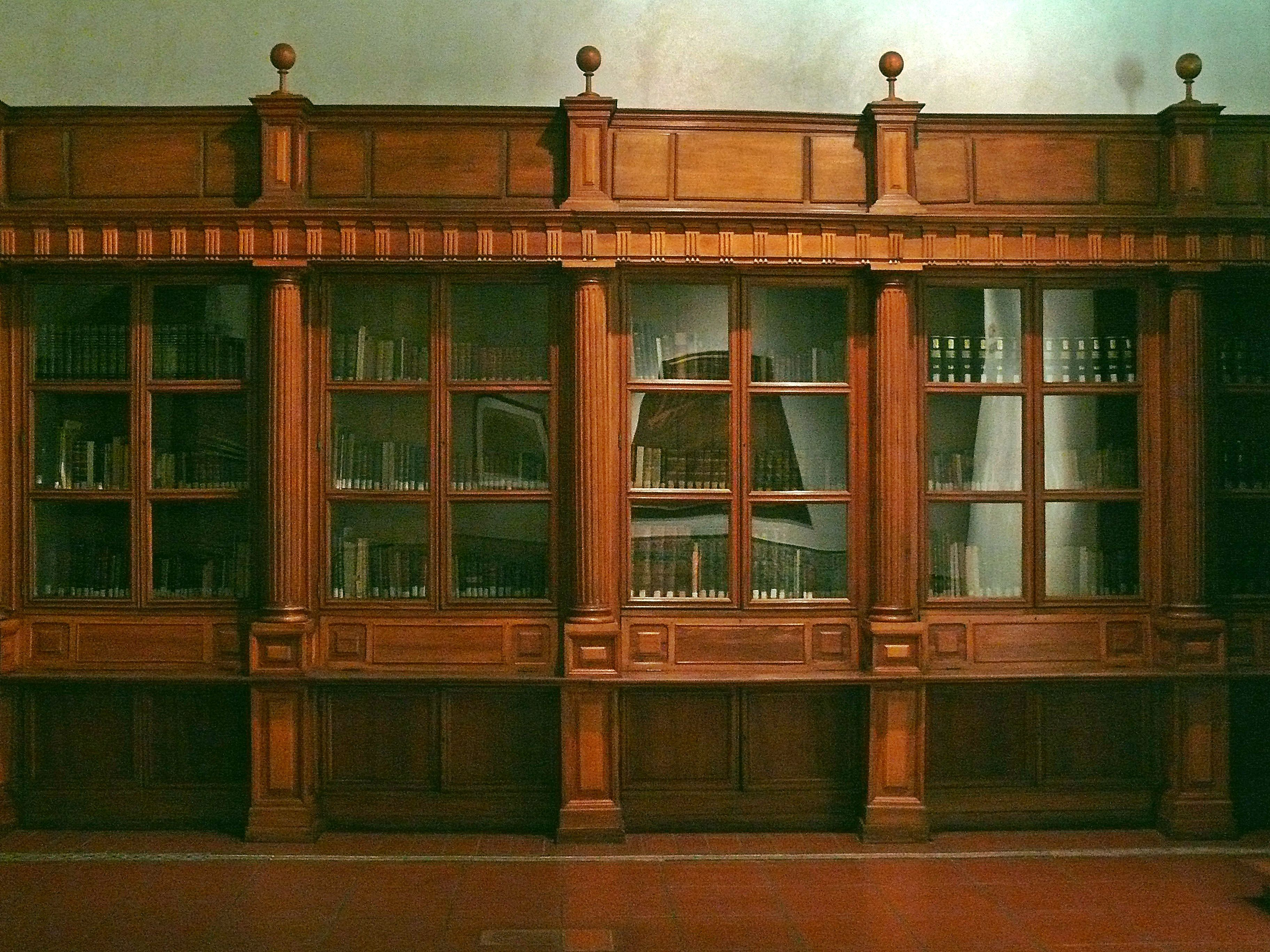
Книжные шкафы в Синагоге дель Трансито. Толедо

Книжный шкаф (шкаф для книг) — шкаф, предназначенный для хранения книг. Преимущественно книжные шкафы изготавливаются с остекленными или полностью стеклянными дверями, внутри корпуса которого расположены полки, регулируемые по высоте.
Шкафы для книг могут быть цельными или составными и состоять из одного или двух отделений. Обычно нижнее отделение имеет полки или ящики за двумя глухими дверками, а в верхнем отделении за стеклянными дверцами размещаются переставные полки на полкодержателях, позволяющих регулировать расстояние между ними в зависимости от размера книг. Нижнее отделение книжного шкафа может быть одной ширины с верхним или несколько шире него. Обычно в нижнем отделении хранят книги большего формата. Книги на полках можно размещать в один или два ряда. Дверки книжных шкафов бывают на петлях или раздвижные, застеклённые или деревянные гладкие. Книжный шкаф в составе секционной мебели представляет собой отдельные секции по вертикали, поставленные друг на друга.
В Средние века книги были большой ценностью, их хранили в запираемых сундуках, в монастырях их приковывали цепями к пюпитрам, за которыми их читали. С появлением печатных, более доступных книг их стали хранить в буфетах. Книжные шкафы появились только в первой половине XVIII века, когда в Англии научились делать шкафы со стеклянными дверцами. До начала XX века в России книжный шкаф именовали библиотекой.